# Fuerte de Miranda
El Fuerte de Miranda se localizaba en el Presidio de Miranda, en la margen derecha de río M'boteteí (actual río Miranda), afluente de la margen izquierda del río Paraguay, hoy ciudad de Miranda, en el estado de Mato Grosso del Sur, en el Brasil.

## Historia

### Villa portuguesa de Mondego y fuerte de Miranda
El fuerte se remonta a un presidio erigido en 1797 —muy cerca de la villa Nossa Senhora do Carmo do Rio Imbotetim o Mondego, fundada en 1778— por el gobernador y capitán general de la capitanía de Mato Grosso, Caetano Pinto de Miranda Montenegro (17??-1804), el cual fuera poblado con indígenas de varias etnias, principalmente por terenas.
Para su defensa, fue erigido un reducto de planta poligonal cuadrangular. Su plano muestra los edificios de servicio distribuidos en el terraplén interior, al abrigo de las murallas, erigidas con estacas de madera y tierra apilada, con un foso defendiendo el perímetro externo. Este presídio estaba bajo el mando del teniente de Dragones Francisco Rodrigues do Prado, cuando por determinación de Ricardo Franco de Almeida Serra, sus fuerzas contratacaron el «Fortín de San José de Apa» (1801), asegurando definitivamente para Portugal la frontera sur del Mato Grosso.
En este presidio funcionó, de febrero de 1799 a febrero de 1801 por lo menos, un Almacén Real (Armazém Real do Presídio de Miranda), un depósito de armas, municiones, herramientas, alimentos, equipamientos náuticos y todo lo más necesario al uso de las fuerzas militares de la Corona Portuguesa lo mismo que sus reparticiones civiles, aunque se menciona que en la exploración del mayor Luiz d'Allincourt en 1826, encontró esa fortificación abierta y arruinada.
Por las fuerzas invasoras paraguayas en el contexto de la Guerra de la Triple Alianza desde 1864 hasta 1870 existió en este poblado situado a 210 km noroeste de Nioac, sobre el lugar de la vieja fortificación, en otros tiempos bien construido cuartel, entonces muy deteriorado por el fuego, incendiado como la villa.